# Zgrada osnovne škole u Supetru
Zgrada osnovne škole, zgrada u Supetru u kojoj i danas djeluje osnovna škola; zaštićeno kulturno dobro.

## Opis
Zgrada osnovne škole nalazi se na trgu kod župne crkve. Dio zapadne strane podignut je 1901. g. Glavno južno pročelje je žućkasto ožbukana trokatnica sagrađena 1903. g. s reljefnim neoklasicističkim cementnim ukrasima, a sjeverni je dio izgrađen 1924. g. U repertoaru ukrasa izdvajaju se volute, palmete, glava čovjeka, zdjela s voćem i sl. Školska zgrada jedina je preživjela od nekadašnje urbanističke regulacije supetarske rive kada nastaje niz upravnih trokatnica s neostilskim elementima.

## Zaštita
Pod oznakom Z-1429 zavedena je kao nepokretno kulturno dobro - pojedinačno, pravna statusa zaštićena kulturnog dobra, klasificirano kao "profana graditeljska baština".